# Triplax thoracica
Triplax thoracica är en skalbaggsart som beskrevs av Thomas Say 1825. Triplax thoracica ingår i släktet Triplax och familjen trädsvampbaggar. Inga underarter finns listade i Catalogue of Life.